# Trimezia juncifolia
Trimezia juncifolia är en irisväxtart som först beskrevs av Friedrich Wilhelm Klatt, och fick sitt nu gällande namn av George Bentham och Joseph Dalton Hooker. Trimezia juncifolia ingår i släktet Trimezia och familjen irisväxter. Inga underarter finns listade i Catalogue of Life.

## Bildgalleri

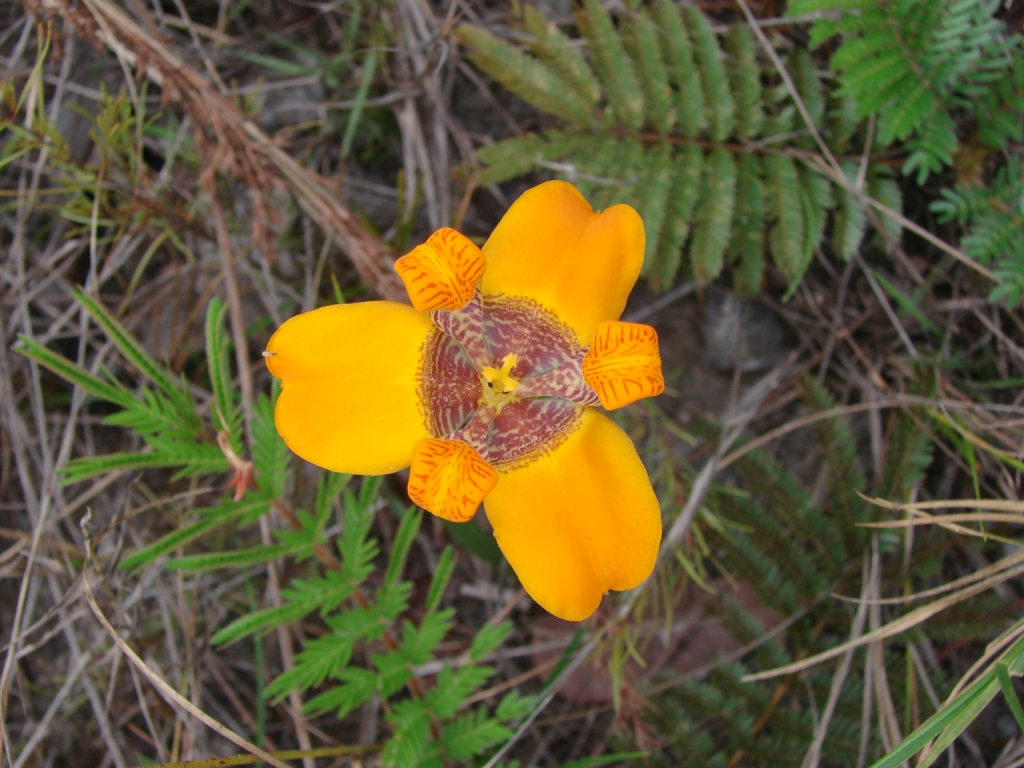
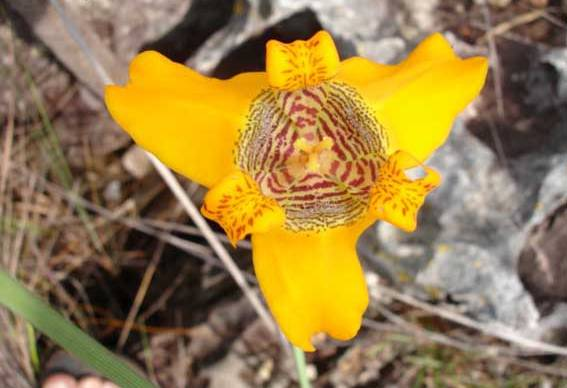
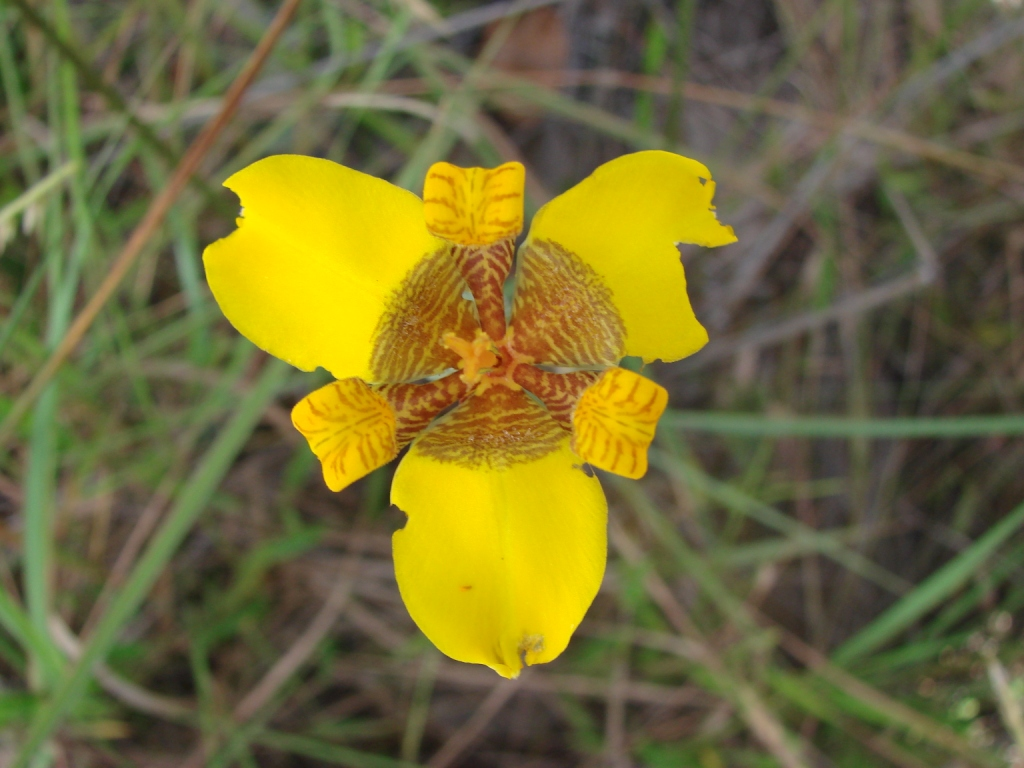
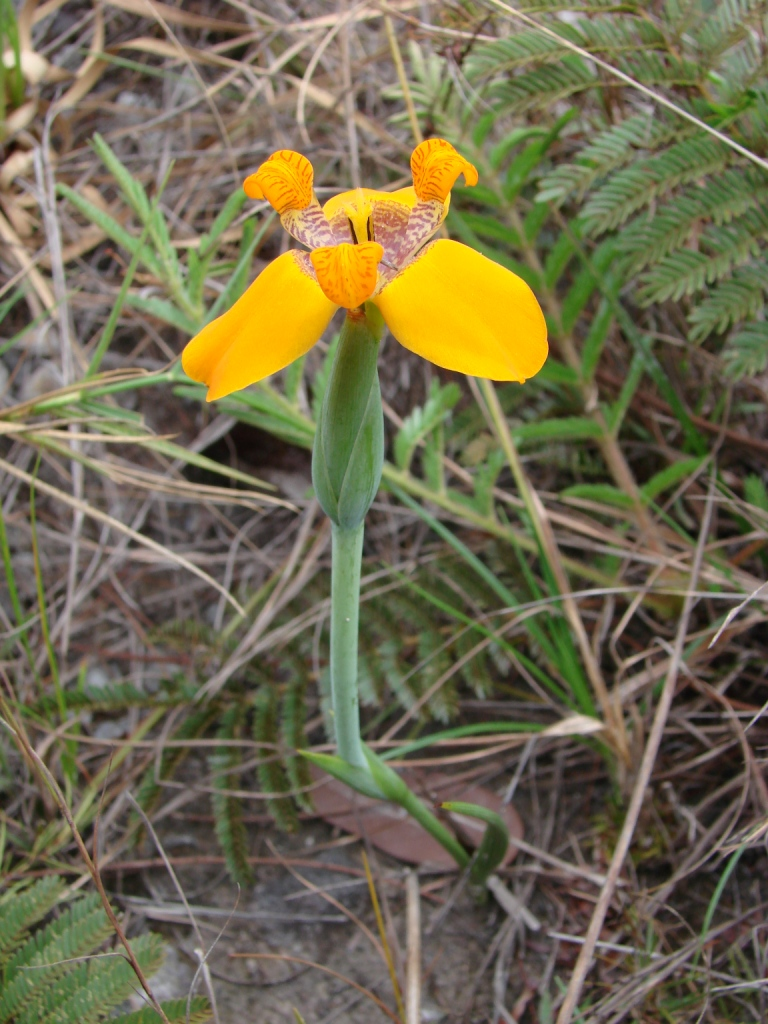